# Estructura terciària de l'acid nucleic

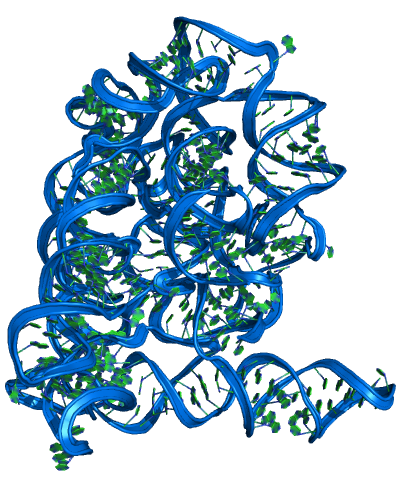
Exemple d'un gran ARN catalític. L'intró grup II d'auto-acoblament de lOceanobacillus iheyensis.

L'estructura terciària d'un àcid nucleic és la disposició espacial que prenen les molècules d'àcids nucleics. Aquesta disposició és determinada en gran part per les interaccions febles que s'estableixen dins de la mateixa cadena del polímer i, per tant, de la seva seqüència de nucleòsids. Les molècules d'ARN i d'ADN són capaces d'exercir funcions diverses que van des del reconeixement molecular a la catàlisi. Aquestes funcions requereixen una estructura terciària tridimensional precisa. Si bé aquests tipus d'estructures són diverses i aparentment complexes, es componen de motius d'estructura terciària fàcils de reconèixer que serveixen com a blocs de construcció molecular. A continuació es descriuen alguns dels motius més comuns de l'estructura terciària de l'ARN i de l'ADN, però és important recordar que aquesta informació es basa en un nombre limitat d'estructures resoltes.

## Estructures helicoidals

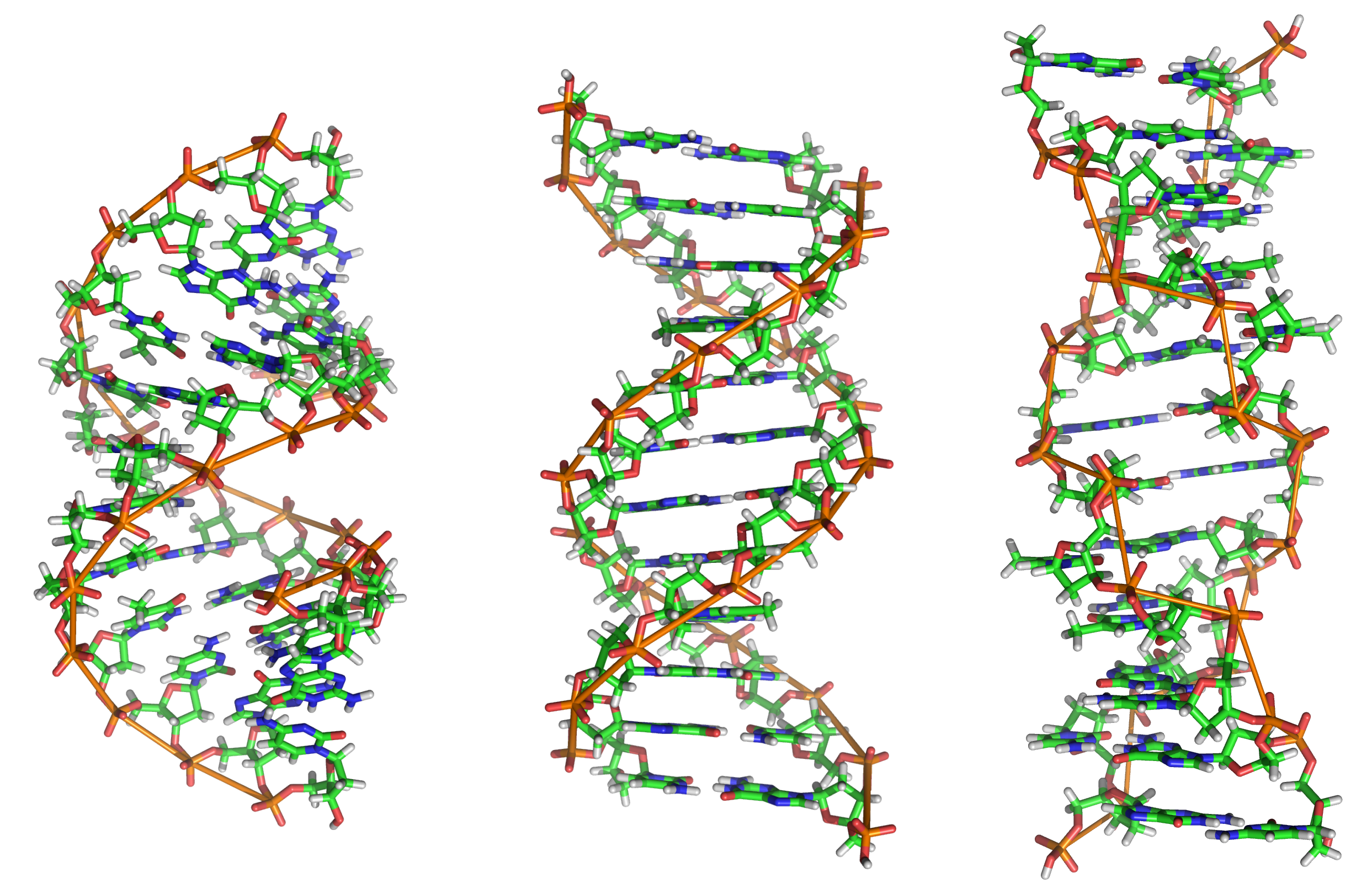
Representació de les estructures A, B i Z de doble hèlix de l'ADN.

### Doble hèlix
La doble hèlix és l'estructura terciària dominant en l'ADN biològic, i també és una possible estructura de l'ARN. Es creu que es poden trobar tres conformacions de l'ADN a la natura; ADN A, ADN B i ADN Z. Es creu que la forma "B", descrita per James D. Watson i Francis Crick, és la que predomina en les cèl·lules. James D. Watson i Francis Crick van descriure aquesta estructura com una doble hèlix amb un radi de 10 àngstrom i una extensió de 34Å, fent una volta completa sobre el seu eix cada 10 parells de bases de la seqüència. La doble hèlix fa una volta completa sobre el seu eix cada 10.4-10.5 parells de bases en dissolució. Aquesta freqüència de torsió (coneguda com the helical pitch) depèn en gran part d'una pila de forces que cada base exerceix sobre la següent en la cadena. L'ARN de doble hèlix adopta una conformació similar a l'estructura de la forma "A".
També són possibles altres conformacions; de fet, actualment només poden descriure qualsevol nova estructura d'ADN que pugui aparèixer en el futur les lletres F, Q, U, V i Y. De totes maneres, la majoria d'aquestes formes han estat creades sintèticament i no s'han pogut observar en els sistemes biològics d'origen natural.

### Triplets de solc major i menor
El triplet de solc menor és un motiu essencial de l'ARN estructural. Com que les interaccions amb el solc menor sovint estan mediades pel 2'-OH del sucre ribosa, aquest motiu d'ARN es veu molt diferent en comparació amb el seu ADN equivalent. L'exemple més comú del triplet de solc menor és el motiu menor A o la intersecció de les bases d'adenosina dins del solc menor (Vegeu més amunt). De totes maneres, aquest motiu no és específic per a adenosines, ja que s'han observat altres bases nitrogenades interaccionant amb el solc menor de l'ARN.
El solc menor presenta un complement quasi perfecte per una base inserida. Això permet uns enllaços de Van der Waals òptims, uns enllaços d'hidrogen extensos i una zona de contacte a la superfície hidròfoba, i crea una interacció alta energèticament favorable. Com que els triplets de solc menor són capaços d'estabilitzar un enllaç estable i lliure d'hèlix, són elements clau en l'estructura d'una gran quantitat de ribonucleòtids, incloent l'intró del grup I, l'intró del grup II, i el ribosoma.
Encara que el solc major de la forma A estàndard de l'ARN és bastant estret i, per tant, està menys disponible per a la interacció de triplets que el solc menor, en diverses estructures d'ADN es poden observar les principals interaccions triples del solc. Aquestes estructures consisteixen en diferents combinacions de parells de bases i interaccions de Hoogsteen. Per exemple, el triplet GGC (GGC amino (N-2)-N-7, amino- carbonil, amino- carbonil (N-4); Watson-Crick) observat en el ribosoma 50S, compost per un parell tipus G-C de Watson-Crick i una G entrant que forma una xarxa d'interaccions d'enllaços d'hidrogen pseudo-Hoogsteen entre les dues bases que participen en l'associació canònica. Altres exemples importants de triplets de solc major inclouen (i) el nucli catalític de l'intró del grup II que es mostra en la figura de l'esquerra (ii) una triple hèlix catalítica essencial observada en l'ARN telomerasa humana i (iii) la riboswitch SAM-II.
Els enllaços d'hidrogen Hoogsteen o els enllaços d'hidrogen Hoogsteen inversos també fan possible la triple hèlix d'ADN en el solc major de la forma B d'aquest.

### Quàdruplexs
A més a més de les dobles hèlixs i els triplets esmentats, l'ARN i l'ADN poden formar hèlixs quàdruples. Hi ha diverses estructures de bases d'ARN quàdruplex. Quatre residus consecutius de guanina poden formar un quàdruplex en l'ARN mitjançant enllaços d'hidrogen de Hoogsteen per formar un "anell de Hoogsteen" (Vegeu la figura). Els parells G-C i A- U també poden formar quàdruplex amb la combinació de l'aparellament de Watson-Crick i l'aparellament no canònic en el solc menor.
El nucli d'heptàmer verd de malaquita també és una espècie de base quàdruple amb un patró de ponts d'hidrogen diferent (Vegeu la figura). El quàdruplex es pot anar repetint consecutivament diverses vegades, tot produint una estructura summament estable.
L'única estructura de regions de quartets a l'ARN pot tenir diferents funcions en un sistema biològic. Dues funcions importants són el potencial d'unió amb lligands o proteïnes, i la seva capacitat per estabilitzar el conjunt de tota l'estructura terciària de l'ADN o l'ARN. La forta estructura pot inhibir o modular la transcripció i la replicació, com en els telòmers dels cromosomes i la UTR de l'ARNm. La identitat de la base és important per la unió del lligand. El G-quàdruplex normalment s'uneix a cations monovalents com el potassi, mentre que altres bases poden unir nombrosos lligands diferents com ara la hipoxantina en el quàdruplex U- U- C- U.
Juntament amb aquestes funcions, els G-quàdruplexs presents a l'ARNm al voltant de les regions d'unió del ribosoma podrien servir com a reguladors de l'expressió gènica en bacteris. Segurament avui en dia encara hi deu haver més estructures i funcions interessants per ser descobertes in vivo.

## Apilament coaxial

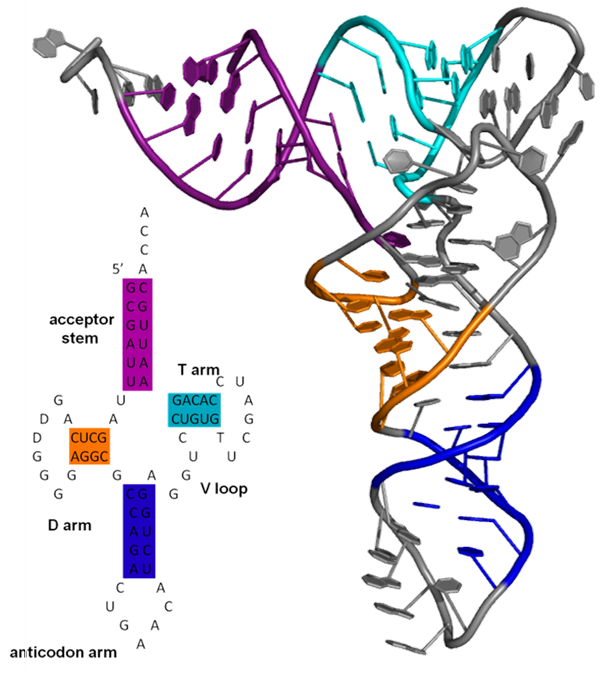
Estructura secundària (inserida) i terciària de l'ARNt demostrant apilament coaxial.

L'apilament coaxial, també conegut com a apilament helicoidal, és un factor determinant de l'estructura terciària d'ordre superior de l'ARN. L'apilament coaxial esdevé quan dos parells d'ARN formen una hèlix contigua, que està estabilitzada per apilament de bases a la interfase de dues hèlixs. L'apilament coaxial va ser observat en l'estructura cristal·lina d'ARNtPHE. Més recentment, va ser trobat en estructures de més complexitat de molts ribosomes, incloent moltes formes de maduració d'introns del grup I i grup II. Les unions d'apilament coaxial comunes inclouen la interacció "kissing loop" i la interacció pseudoknot. L'estabilitat d'aquestes interaccions es poden predir mitjançant una adaptació de les regles de Turner.
El 1994, Walter i Turner van determinar les contribucions d'energia lliure de les interaccions veïnes dels apilaments en una interfase hèlix- hèlix, tot utilitzant un sistema model que creava una interfase hèlix-hèlix entre un oligòmer curt i un radical de 4 nucleòtids al final d'una cadena forquilla mare. Els seus experiments van confirmar que la contribució termodinàmica de l'apilament de bases entre dues estructures secundàries helicoidals imita la termodinàmica de la formació doble estàndard (les interaccions més properes determinen l'estabilitat termodinàmica de l'hèlix resultant). L'estabilitat relativa de les interaccions més properes pot ser utilitzada per predir apilaments coaxials favorables basats en estructures secundàries conegudes. Walter i Turner van descobrir que, de mitjana, la precisió de la predicció de l'estructura de l'ARN millorava del 67% al 74% quan es tenia en compte la influència de l'apilament coaxial. Les teories de l'apilament coaxial poden ser comprovades utilitzant la tècnica de la fusió d'hèlixs. Aquest enfocament va ser utilitzat per Murphy i Cech per confirmar les interaccions d'apilament entre les hèlixs P4 i P6 en el centre catalític de l'intró del grup I de la Tetrahymena.
Trobem exemples d'apilament coaxial en les estructures terciàries de l'ARN més ben estudiades. Alguns dels exemples destacats són l'ARNtPHE, els introns del grup I, els introns del grup II i l'ARNs ribosomal. Les estructures cristal·lines de l'ARNt van revelar la presència de dues hèlixs esteses que resultaven de l'apilament coaxial de l'aminoàcid acceptor mare amb el braç T i l'empaquetament del braç D i dels braços anticodó. Aquestes interaccions dins l'ARNt orienten l'anticodó mare perpendicularment als filaments d'aminoàcids, tot derivant a l'estructura terciària funcional en forma de L. Utilitzant una combinació dels mètodes bioquímics i cristal·logràfics, les hèlixs P4 i P6 es mostraven en l'apilament coaxial en els introns del grup I. Es va obtenir una imatge detallada de com l'apilament coaxial estabilitza l'empaquetament de les hèlixs d'ARN en estructures terciàries a partir de l'estructura cristal·lina P456. En el grup II d'automaduració d'introns del Oceanobacillus iheyensi, els filaments IA i IB s'apilen coaxialment i contribueixen a l'orientació relativa de les hèlixs constituents d'una unió de 5 bandes. Aquesta orientació facilita el plegament correcte dels llocs actius dels ribozims funcionals. El ribosoma conté nombrosos exemples d'apilament coaxial, incloent segments llargs apilats equivalents a 70 parell de bases.

pseudoknot

Dos motius comuns involucrats en l'apilament coaxial són els llaços kissing i els pseudoknots. En les interaccions kissing, les regions de cadena senzilla de dues forquilles interaccionen mitjançant l'aparellament de bases, formant una hèlix apilada coaxialment. En particular, aquesta estructura permet que tots els nucleòtids de cada bucle participin en l'aparellament de bases i en interaccions d'apilament. Aquest motiu va ser visualitzat i estudiat per Lee i Crothers utilitzant ressonància magnètica nuclear (RMN). El motiu pseudoknot esdevé quan hi ha un aparellament de bases en una regió d'una cadena senzilla d'una forquilla amb una seqüència paral·lela amb una seqüència antiparal·lela dins la mateixa cadena d'ARN. Les dues dobles regions resultants sovint s'apilen una sobre l'altra, formant una hèlix composta per apilament coaxial. Un exemple de motiu pseudoknot és el ribozim del agent delta de l'hepatitis, altament estable, en el qual les cadenes ensenyen una topologia majoritàriament de pseudoknot.
S'ha observat un efecte similar a l'apilament coaxial en estructures d'ADN sintetitzades artificialment. Les estructures d'ADN origami (plegaments a escala nanomètrica) contenen un gran nombre de dobles hèlixs amb terminacions desaparellades. Es va observar que aquestes estructures s'uneixen per les vores que contenen aquestes terminacions desaparellades degut a les interaccions d'apilament hidròfobes.

## Altres motius

### Interaccions del receptortetraloop

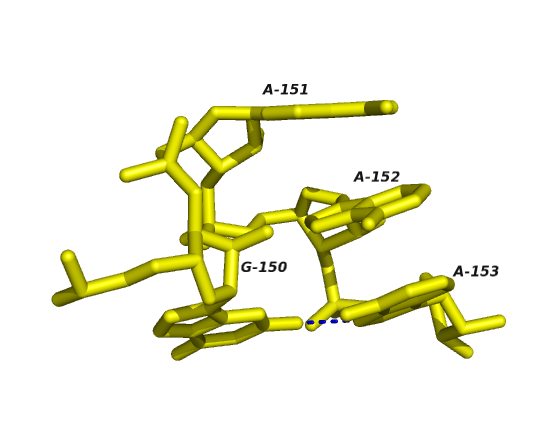
Representació de pals d'un “tetraloop” de GAAA. Un exemple de la família de “tetraloops” GNRA.

Les interaccions tetraloop del receptor combinen l'aparellament de bases i les interaccions d'apilament entre els nucleòtids dels llaços d'un motiu tetraloop i d'un motiu receptor situats dins un ARN doble, creant un contacte superior que estabilitza l'estructura terciària global d'una molècula d'ARN. Els "tetraloops" també són estructures possibles en els ADN dobles.

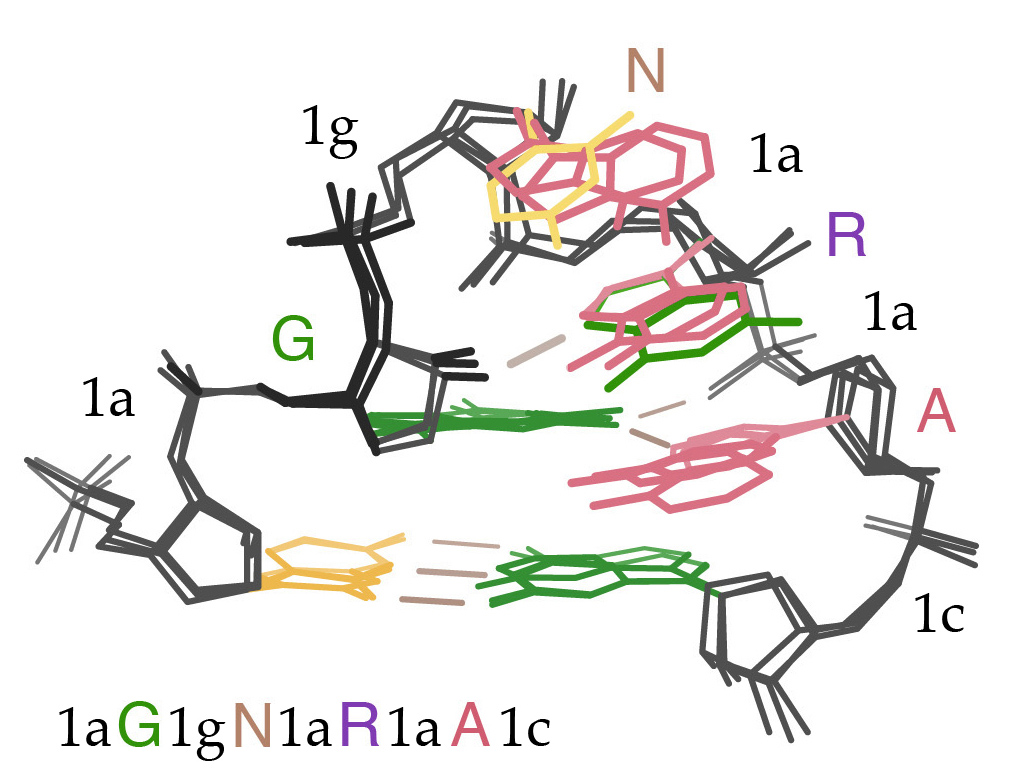
Motius del tetraloop GNRA

Els llaços mare poden variar molt en la grandària i la seqüència, però els tetraloops de quatre nucleòtids són molts comuns i normalment pertanyen a una de les tres categories basades en la seqüència. Aquestes tres famílies són la CUYG, la UNCG i la GNRA tetraloops (Vegeu la figura de la dreta). En cadascuna d'aquestes famílies, el segon i el tercer nucleòtid formen un gir en la cadena d'ARN i un parell de bases entre el primer i el quart nucleòtid estabilitzen l'estructura del bucle. En general, s'ha determinat que l'estabilitat del tetraloop depèn de la composició de les bases en el bucle i de la composició d'aquesta "parella de bases estreta". La família GNRA dels tetraloop és la més comuna observada en les interaccions tretraloop-receptor.

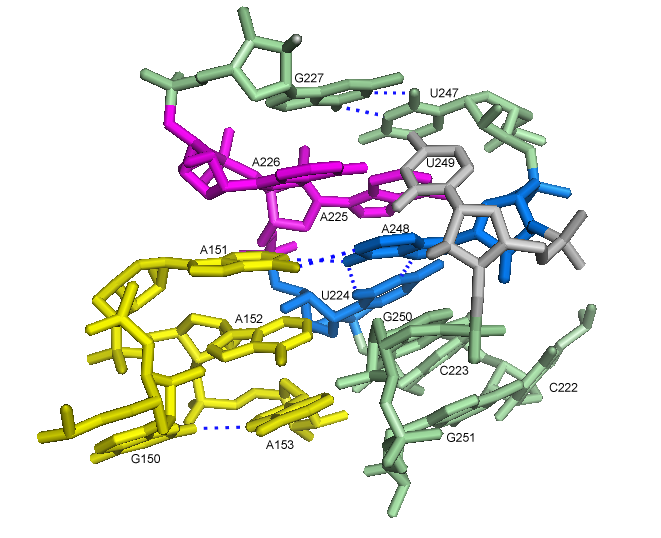
“Tetraloop” GAAA i receptor: representació amb pals del “tetraloop” (en groc) i el seu receptor, mostrant tant l'aparellament de bases de Watson-Crick com la de Hoogsteen.

Els motius del receptor tetraloop són interaccions terciàries de llarg abast que consisteixen en ponts d'hidrogen entre les bases del tetraloop i les seqüències de llaços mare en seccions distals de l'estructura secundària de l'ARN A més a més dels ponts d'hidrogen, les interaccions d'apilament són un component important d'aquestes interaccions terciàries. Per exemple, en les interaccions GNRA-tetraloop, el segon nucleòtid del tetraloop s'apila directament sobre un motiu A plataforma (Vegeu més amunt) amb el receptor. La seqüència del tetraloop i el seu receptor sovint covarien de manera que el mateix tipus de contacte terciari pot produir-se amb diferents isoformes del tetraloop i el seu receptor anàleg.
Per exemple, en la seva estructura i funció, la maduració de l'intró del grup I depèn del motiu del receptor tetraloop. En concret, els tres residus d'adenina del motiu GAAA canònic s'apilen sobre la part superior de l'hèlix del receptor i formen múltiples ponts d'hidrogen estables amb el receptor. La primera adenina de la seqüència de GAAA forma un triple aparellament de bases amb les bases AU del receptor. La segona adenina és estabilitzada per ponts d'hidrogen amb la mateixa uridina, així com a través del seu 2'-OH amb el receptor i a través d'interaccions amb la guanina del tetraloop GAAA. La tercera adenina forma un triple aparellament de bases.

### Motiu menor
El motiu secundari A és un motiu d'estructura terciària d'ARN ubiquitinitzat. Està format per la inserció d'un nucleòsid desaparellat en el solc menor d'una doble cadena d'ARN. Com a tal, és un exemple d'un triplet de solc menor. Tot i que la guanosina, la citosina i la uridina també poden formar interaccions de triplets de solc menor, les interaccions de solc menor d'adenina són molt comunes. En el cas de l'adenina, l'extrem N1-C2-N3 de la inserció de bases forma ponts d'hidrogen amb un o amb els dos 2'-OH dels doblets, de la mateixa manera com amb les bases del doblet (Vegeu la figura: interaccions de motius secundaris A). El doblet hoste és sovint un aparellament de bases G- C.
Els motius secundaris A estan dividits en quatre classes, del tipus 0 fins al tipus III, basats en la posició relativa de la bases inserides en els dos 2'-OH del parell de bases de Watson-Crick. En els motius secundaris de tipus I i II, l'N3 de l'adenina és inserit a l'interior del solc menor dels doblets (Vegeu la figura: interaccions de tipus II A menor), i hi ha una gran complementarietat formal amb la seva base parella. A diferència dels tipus 0 i III, les interaccions tipus I i II són específiques de l'adenina degut a les interaccions de ponts d'hidrogen. En les interaccions de tipus III, ambdós O2' i N3 de les bases inserides s'associen d'una manera menys intensa amb el solc menor del doblet. Els motius de tipus 0 i III són més dèbils i no són específics perquè estan regulats per interaccions entre un sol 2'-OH (Vegeu la figura: interaccions secundàries A – interaccions de tipus I i III).
El motiu secundari A és un dels motius estructurals d'ARN més comuns en el ribosoma, que contribueix a la unió de l'ARNt amb la subunitat 23S. Sovint estabilitza interaccions de doble ARN en llaços i hèlixs, com per exemple en el nucli dels introns del grup II.
Un exemple interessant en la funció del motiu secundari A és el seu paper en el reconeixement d'anticodó. El ribosoma ha de saber diferenciar entre els parells codó-anticodó correctes i incorrectes. I ho fa, en part, a través de la inserció de les bases d'adenina en el solc menor. Un parell codó-anticodó incorrecte presentarà una geometria d'hèlix distorsionada, que impedirà la interacció del motiu secundari A per estabilitzar la unió i impedirà l'increment de la taxa de dissociació incorrecta del RNAt.

### Cremallera de ribosa

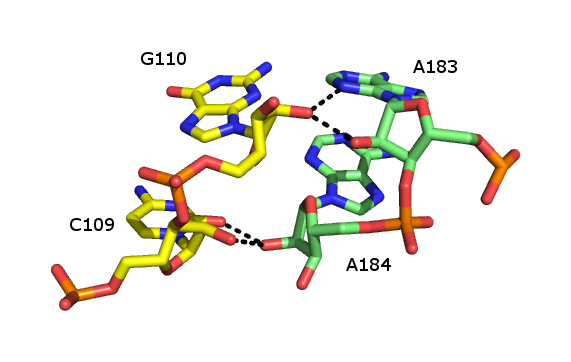
Cremalleres de ribosa: vista d'una cremallera de ribosa canònica entre dues cadenes d'ARN.

La cremallera de ribosa és un element de l'estructura terciària de l'ARN en què dues cadenes d'ARN es mantenen unides per interaccions de ponts d'hidrogen involucrant el 2'OH dels sucres ribosa en les diferents cadenes. El 2'OH poden comportar-se tant com a acceptors com a donadors d'hidrogen, que permeten la formació bifurcada de ponts d'hidrogen amb un altre 2'OH.
S'han trobat diverses formes de la cremallera de ribosa, però hi ha un tipus comú en el qual participen quatre ponts d'hidrogen entre grups 2'-OH de dos sucres adjacents. Les cremalleres de ribosa es troben freqüentment en arranjaments que estabilitzen les interaccions entre les cadenes separades d'ARN. Les cremalleres de ribosa sovint tenen, de la mateixa manera que les interaccions de bucle, una especificitat de seqüència molt baixa. Això no obstant, les subunitats ribosomals grans i petites, presenten una propensió per les cremalleres de ribosa de seqüència CC/AA, en la primera cadena dues citosines, aparellada a dues adenines de la segona cadena.

## Paper dels ions de metall
Els ARNs funcionals són preferentment molècules amb formes tridimensionals plegades i estables més que filaments flexibles i lineals. Els cations són essencials per a l'estabilització termodinàmica de l'estructura terciària de l'ARN. Els cations metàl·lics que s'uneixen a l'ARN poden ser monovalents, divalents o trivalents. L'ió potassi (K+) és un catió monovalent molt comú, com també ho és l'ió divalent magnesi (Mg2+). S'ha vist que altres ions, inclòs el sodi (Na+), el calci (Ca2+) i el manganès (Mg2+) uneixen ARN in vivo i in vitro. Els cations orgànics multivalents com l'espermidina o l'espermina es troben també en cèl·lules i contribueixen notablement en el plegament de l'ARN. Els ions trivalents com l'hexamina cobalt o els ions lantànids com el Terbi (Tb3+) són eines experimentals útils per estudiar les interaccions metàl·liques a l'ARN.
Un ió metàl·lic pot interaccionar amb l'ARN de múltiples formes. Un ió pot associar-se difusament amb la cadena d'ARN, tot brindant interaccions electroestàtiques desfavorables. Sovint, aquesta detecció de càrrega la fan els ions monovalents. Els ions d'enllaços laterals estabilitzen elements específics de l'estructura terciària de l'ARN. Aquestes interaccions poden ser subdividides en dues categories depenent de si l'aigua intervé en aquest enllaç metàl·lic o no. Les interaccions de l'esfera exterior sí que són regulades per les molècules d'aigua que envolten el l'ió metàl·lic. Per exemple, l'hexahidrat de magnesi interacciona i estabilitza motius específics de l'estructura terciària de l'ARN mitjançant interaccions amb guanosina en el solc major. Contràriament, les interaccions de l'esfera interior estan regulades directament per ions metàl·lics. L'ARN sovint es plega en diferents etapes i aquests passos poden ser estabilitzats per diferents tipus de cations. En les fases primàries, l'ARN forma estructures secundàries estabilitzades per les unions de cations monovalents, cations divalents i amines polianiòniques per neutralitzar la cadena polianiònica. Les últimes fases d'aquest procés impliquen la formació de l'estructura terciària de l'ARN, que s'estabilitza quasi totalment mitjançant la unió de ions divalents com el magnesi amb possibles contribucions d'enllaços de potassi.
Els llocs d'unió de metall sovint es troben al solc major de l'ARN dúple, en coordinació amb els extrems de Hoogsteen de les purines. En particular, els cations metàl·lics estabilitzen les cadenes en forma d'espiral on l'empaquetament de fosfats crea una regió de càrrega negativa densa. S'ha identificat diversos motius d'unió d'ions metàl·lics als dúplex d'ARN en estructures cristal·lines. Per exemple, als dominis P4 i P6 del grup d'introns I de la Tetrahymena thermophila, diversos llocs d'unió d'ions consisteixen en el mal emparellament del tàndem d'aparellament vibrant de G-U i el de G-A, en els quals els ions divalents interaccionen amb l'extrem de Hoogsteen de guanosina a través de O6 i N7. Un altre motiu d'unió de ions als introns del grup I de Tetrahymena és el motiu de la plataforma A-A, en el qual les adenosines consecutives de la mateixa cadena d'ARN formen un parell de pseudobases no canòniques. A diferència del motiu del tàndem G- U, la plataforma A- A, s'uneix preferentment als cations monovalents. En molts d'aquests motius, la manca de cations monovalents o divalents porta a una major flexibilitat o a una pèrdua de l'estructura terciària.
S'ha vist que els ions divalents, especialment els ions de magnesi, són importants per a l'estructura dels encreuaments de l'ADN de la mateixa manera que ho són en la participació en les unions de Holliday en la recombinació genètica. L'ió magnesi protegeix els grups fosfats carregats negativament en la unió i els permet adoptar una posició propera els uns amb els altres, permetent una conformació rígida. El magnesi és vital per estabilitzar aquest tipus d'unions en estructures dissenyades artificialment utilitzades en la nanotecnologia de l'ADN, com el motiu cruciforme.

## Història
El primer treball en biologia de l'ARN estructural va coincidir, més o menys, amb el treball realitzat sobre l'ADN en la dècada del 1950. En el 1953, Watson i Crick van suggerir que l'amuntegament de Van der Waals pel grup 2'OH de la ribosa impediria que l'ARN adoptés una estructura de doble hèlix idèntica al model que ells proposaven (el que avui coneixem com la forma B de l'ADN). Això va causar preguntes sobre l'estructura tridimensional de l'ARN: aquesta molècula podria formar algun tipus d'estructura helicoidal i, si és així, com?
A mitjans de la dècada del 1960, s'estava estudiant intensament el paper de l'ARNt en la síntesi de proteïnes. El 1965, Holley i col. purificaren i seqüenciaren la primera molècula d'ARNt, tot proposant a l'inici, que aquesta adoptava una estructura de trèvol, basada en gran manera en la capacitat en determinades regions de la molècula de formar estructures en forma de bucle. L'aïllament de l'ARNt va resultar ser el primer gran progrés inesperat en l'estructura biològica de l'ARN. El 1971, Kim i col. van aconseguir un altre gran avenç, tot produint cristalls d'ARNtPHE que difractats a 2-3 resolucions Angstrom tot utilitzant espermina, una poliamina d'origen natural, es va unir i van estabilitzar l'ARNt.
Com que durant un temps considerable es van estar estudiant les primeres estructures de l'ARNt, l'àmbit de l'estructura de l'ARN no va avançar gaire. La possibilitat d'estudiar una estructura d'ARN depenia de la possibilitat d'aïllar l'ARN diana. Això va resultar ser limitant per al camp durant molts anys, en part a causa del fet que altres objectius coneguts –per exemple, el ribosoma- van ser significativament més difícils d'aïllar i cristal·litzar. Per tant, durant uns vint anys després de la publicació original de l'estructura de l'ARNtPHE, només es van resoldre les estructures d'altres objectius d'ARN, gairebé totes elles pertanyents a la família de l'ARN de transferència.
Aquest lamentable estancament se superaria, en gran part, a causa de dos importants avenços en la investigació d'àcids nucleics: la identificació dels ribozims, i la capacitat per produir-los a través de la transcripció in vitro. A finals del 1980, després de la publicació de Tom Cech, que implica l'intró del grup I de Tetrahymena com un ribozim autocatalític,
i l'informe de Sidney Altman sobre la catàlisi per ribonucleasa P, es van identificar diversos ARN catalítics,
inclòs el ribozim cap de martell. El 1994, McKay i col. van publicar l'estructura d'un "complex ribozim-inhibidor de martell d'ARN-ADN” a una resolució de 2,6 Àngstroms, en la qual es va interrompre l'activitat autocatalítica del ribozim a través de la unió a un substrat d'ADN. A més dels avenços realitzats en la determinació de l'estructura global a través de la cristal·lografia, la dècada de 1990 també va veure l'aplicació de la RMN com una tècnica de gran abast en la biologia estructural de l'ARN. Investigacions com aquesta han permès una caracterització més precisa de la base de sincronització i la base de les interaccions d'apilament que estabilitzen el plegament global de la majoria de molècules d'ARN.
El ressorgiment de la biologia estructural de l'ARN a mitjans del 1990 ha provocat una veritable explosió en el camp de la investigació estructural de l'àcid nucleic. S'han fet nombroses contribucions en aquest camp, des de la publicació de les estructures del cap de martell i les estructures P4-6. Alguns dels exemples més significatius inclouen les estructures dels introns del grup I i del grup II,
i el ribosoma.
Cal assenyalar que les tres primeres estructures van ser produïdes per mitjà de la transcripció in vitro, i que la RMN ha tingut un paper important en la investigació dels components parcials de les quatre estructures -testimonis del caràcter indispensable de les dues tècniques per a la recerca de l'ARN. Més recentment, el Premi Nobel de Química del 2009 va ser atorgat a Ada Yonath, Venkatraman Ramakrishnan i Thomas Steitz pel seu treball sobre l'estructura del ribosoma, fet que demostra la importància que ha adquirit la biologia estructural de l'ARN en la biologia molecular moderna.